# 玉田志織
玉田 志織（たまだ しおり、2002年2月20日 - ）は、日本のモデル、グラビアアイドル、女優。オスカープロモーション所属。宮城県仙台市出身。

## 来歴
2017年8月8日に開催された「第15回全日本国民的美少女コンテスト」で応募総数8万150通の中から、審査員特別賞に選ばれる。同年12月、19代目となるユニチカマスコットガール（2018年 - 2021年）に選ばれる。
2018年2月に第90回選抜高等学校野球大会「センバツ応援イメージキャラクター」、6月に初写真集『はじめまして 16歳』発売、7月1日に発売記念イベントを開催、9月12日に「オスカープロモーション2018女優宣言お披露目記者発表会」に参加する。
2019年1月にテレビドラマ『私のおじさん〜WATAOJI〜』（テレビ朝日）に出演する。
2022年からユニチカマスコットガールに引き続き初代「ユニチカアンバサダー」を務め、2024年にユニチカがアンバサダーの起用を終了するまで担当した。

## 人物
- 趣味は音楽を聴くこと[13]
- 特技は歌、ダンス、金魚すくい[13]
- 小学1年生の時から、地元のダンススクールでヒップホップダンスと歌を習った[14]。
- 実年齢より年上に見られ、中学2年生の時に24歳に間違えられた[14]。
- 中学2年と3年時は応援部に所属した[14]。
- バレーボールやバスケットボールなど、スポーツ好き。東北楽天ゴールデンイーグルスの試合を観戦した[14]。
- 好きな食べ物はみかん[15]。
- 小学3年時に東日本大震災で父方の祖父母が他界した[14]。
- 憧れている人は渡辺直美と、同じ事務所の先輩の米倉涼子[14]。
- 歌は椎名林檎が好き[15]。

## 出演

### 映画
- ホテルローヤル（2020年11月13日、ファントム・フィルム） - 若き日のるり子 役

### テレビドラマ
- 私のおじさん〜WATAOJI〜（2019年1月11日 - 3月9日、テレビ朝日） - 来夢 役[9]
- 青野くんに触りたいから死にたい（2022年3月18日 - 5月20日、WOWOW） - 園田一帆 役
- 僕らの食卓 第5話（2023年5月4日、BS-TBS） - 奈央 役[16]
- 波よ聞いてくれ 第5話（2023年5月19日、テレビ朝日） - 大神みんと 役[17]
- 離婚しない男-サレ夫と悪嫁の騙し愛-（2024年1月20日 - 3月16日、テレビ朝日） - 森野千里 役[18]
- ブルーモーメント（2024年4月24日 - 6月26日、フジテレビ） - 宍戸梨紗子 役[19]
- マル秘の密子さん（2024年7月13日 - 9月28日、日本テレビ） - 水関クミ 役[20]
- 天久鷹央の推理カルテ（2025年4月22日 - 6月24日、テレビ朝日） - 相馬若菜 役[21]
- 大河ドラマ べらぼう〜蔦重栄華乃夢噺〜 第25回（2025年6月29日、NHK） - わかなみ 役[22]

### Webアニメ
- 七ヶ浜でみつけた（2021年3月11日、YouTube） - ナギ 役

### ラジオ
- TOMAS presents High School a Go Go!!（TBSラジオ）- 高校生サポーター[23]

### CM
- 伊藤園 「TEAs' TEA NEW AUTHENTIC」（2019年10月28日 - ）[24]

## 広告
- ユニチカマスコットガール（19代目、2018年 - 2021年）
- 第90回選抜高等学校野球大会「センバツ応援イメージキャラクター」（2018年3月23日 - ）[5]
- ユニチカアンバサダー（初代、2022年 - 2024年）[12]
- 第78回みたままつり 案内表紙（2025年）

### 始球式
- 【日本生命セ・パ交流戦】 東北楽天ゴールデンイーグルス vs 読売ジャイアンツ 2回戦（2024年6月12日、楽天モバイルパーク宮城）[25]

## 書籍

### 写真集
- はじめまして 16歳（2018年6月30日、ワニブックス、撮影：橋本雅司）ISBN 978-4847081330[6]
- as is（2024年4月25日、小学館、撮影：LUCKMAN）ISBN 978-4096824559[26][27][28]

### 電子写真集
- おかえり、21歳。（2023年4月3日、集英社）[29]
- ありがとう、21歳（2024年1月15日、集英社）ASIN B0CS6426J2